# Heylerosauridae
De Heylerosauridae zijn een familie van uitgestorven mastodonsauroïde temnospondyle Batrachomorpha (basale 'amfibieën'). 
Zij werd benoemd in 1980 door Sjisjkin en omvatte de geslachten Odenwaldia en Quasicyclotosaurus. Naast deze geslachten omvat de familie nu Eocyclotosaurus en Yuanansuchus. Eocyclotosauridae is een jonger synoniem.
In 2001 werd een klade Heylerosauridae door Damiani gedefinieerd als de groep bestaande uit alle Mastodonsauroidea die nauwer verwant zijn aan Eocyclotosaurus dan aan Mastodonsaurus.
Recente fylogenetische analyses hebben geen nauwe verwantschap tussen Odenwaldia en andere heylerosauriden gevonden en deze buiten de familie geplaatst. Heylerosauriden worden algemeen beschouwd als het zustertaxon van de stenotosauriden.